# Ethan Kandler
| 79912 Terrell      | 10 febbraio 1999 |
| 85878 Guzik        | 13 febbraio 1999 |
| 162158 Merrillhess | 15 febbraio 1999 |

Ethan Kandler (...) è un astronomo statunitense.
Il Minor Planet Center gli accredita la scoperta di tre asteroidi, effettuate nel 1999, tutte in collaborazione con Walter R. Cooney, Jr..